# Grasshopper Club Zürich (calcio femminile)
Il Grasshopper Club Zürich Frauen, citato anche e più semplicemente come Grasshopper, è una squadra di calcio femminile svizzera con sede a Zurigo, capitale dell'omonimo cantone e capoluogo dell'omonimo distretto. A livello societario la squadra, che nella stagione 2015-2016 milita in Women's Super League, massimo livello del campionato svizzero femminile di calcio, affianca l'omonima formazione maschile che milita in Super League.
La squadra eredita le tradizioni calcistiche delle precedenti FC Schwerzenbach, FFC United Schwerzenbach e GC/Schwerzenbach.

## Storia

### FC Schwerzenbach
La squadra viene fondata dopo che la società, l'allora Sport-Club (SC) Schwerzenbach, terminò di realizzare il proprio impianto sportivo, lo Sportplatz Zielacher, inaugurato nell'estate 1977. La sezione femminile del Fuss Club (FC) Schwerzenbach riuscì ad attirare la passione delle ragazze del territorio tanto che nel giro di qualche anno l'organico poteva contare su un numero di atlete tale da creare una squadra riserve.
Durante gli anni ottanta la squadra ha militato nelle serie inferiori del campionato svizzero scalando il livello fino alla Lega Nazionale B riuscendo a cogliere, nel 1987, la promozione durante lo spareggio di fine campionato ai danni dell'Urdorf.
Dalla stagione 1988-1989 gioca quindi in Lega Nazionale A, livello di vertice del campionato, riuscendo ad essere competitiva e contendendo i primi posto in classifica nelle stagioni che si susseguono. Il primo successo arriva comunque in Coppa Svizzera, conquistata ai supplementari nella finale della stagione 1991-1992 ai danni del Berna per 1-0 sul campo di Baden.
Il primo successo in LNA arriva al termine della stagione 1998-1999 quando con 42 punti si impone sull'inseguitrice Berna di un solo punto e conquista il suo primo titolo di campione di Svizzera.
Di seguito conquista nuovamente la Coppa Svizzera imponendosi ancora sul Berna nella finale del 2003, giocata al St. Jakob-Park di Basilea, vincendo ai calci di rigore dopo che i supplementari si conclusero con una rete per parte.
Negli anni seguenti le prestazioni della squadra subiscono una flessione fino a sfiorare la retrocessione al termine della stagione 2004-2005, 7º e ultimo posto utile per la salvezza, e pur se la squadra riesce a riprendere le posizioni di alta classifica nella stagione successiva la società decide di compiere un ulteriore passo.

### FFC United Schwerzenbach
Nell'estate 2006 la società, intenzionata a investire nella squadra nel tentativo di riconquistare prestigiosi titolo nazionali, decide di fondare un club a parte scorporando il settore femminile dal FC Schwerzenbach dando origine al FFC United Schwerzenbach istituito ufficialmente il 6 ottobre, quando oramai l'iscrizione dal campionato 2006-2007 era stata già inoltrata con la precedente denominazione.
Come United Schwerzenbach affronta per la prima volta la stagione 2007-2008, riuscendo a raggiungere il 5º posto in campionato con 30 punti, ma conquistando per la terza volta la Coppa Svizzera imponendosi nuovamente sul Berna nella finale del 2008 per 4-2, questa volta ai tempi regolamentari.
Ciò nonostante la società, che ha traguardi ancora più ambiziosi, ritiene necessario avviare una collaborazione con un grande club per puntare a risultati ancora più rilevanti. I contatti che il presidente Hanspeter Thoma ha avviato con il Grasshopper Club Zürich già nell'ottobre 2007 si concretizza in un accordo siglato il 1º marzo dell'anno seguente con l'acquisizione da parte del Grasshoper del FFC United Schwerzenbach e della creazione della nuova squadra che si iscriverà al campionato entrante come GC/Schwerzenbach.

### GC/Schwerzenbach
La squadra viene iscritta al campionato entrante con la denominazione GC/Schwerzenbach, in Lega Nazionale A 2008-2009 riuscendo a conquistare il 3º posto con 35 punti dietro al Zurigo, campione di Svizzera con 44 punti, e l'Yverdon, 41 punti. In Coppa riesce a raggiungere i quarti di finale, battuto dallo Schlieren ai calci di rigore dopo l'1-1 dei tempi regolamentari. Questa sarà l'unica stagione con cui la squadra si presenta come GC/Schwerzenbach in quanto dal 1º luglio 2009 la vecchia società cessa di esistere e l'organico viene interamente assorbito dal Grasshopper Club Zürich.

## Palmarès
- Campionato svizzero: 1

1998-1999 (come Schwerzenbach)
- Coppa Svizzera: 3

1991-1992, 2002-2003 (come Schwerzenbach)
2007-2008 (come United Schwerzenbach)

## Risultati nelle competizioni UEFA
(come Schwerzenbach)
| Stagione | Competizione     | Fase                       | Avversario    | Risultato | Risultato | Risultato |
| Stagione | Competizione     | Fase                       | Avversario    | andata    | ritorno   | aggregato |
| -------- | ---------------- | -------------------------- | ------------- | --------- | --------- | --------- |
| 2003-04  | UEFA Women's Cup | fase a gironi, primo turno | Gömrükçü Baku | 1–5       | 1–5       | 1–5       |
| 2003-04  | UEFA Women's Cup |                            | AE Aegina     | 4-4       | 4-4       | 4-4       |
| 2003-04  | UEFA Women's Cup |                            | Bobruichanka  | 1–1       | 1–1       | 1–1       |

## Organico

### Rosa 2021-2022
Rosa, ruoli e numeri di maglia per la stagione 2021-2022 come da sito ufficiale, aggiornati al 22 settembre 2021
| N. |                     | Ruolo | Calciatrice          |
| -- | ------------------- | ----- | -------------------- |
| 3  | Svizzera (bandiera) | D     | Michelle Blöchlinger |
| 6  | Svizzera (bandiera) | C     | Marilena Widmer      |
| 7  | Croazia (bandiera)  | A     | Ana Maria Marković   |
| 8  | Svizzera (bandiera) | C     | Ella Ljustina        |
| 9  | Austria (bandiera)  | A     | Katja Wienerroither  |
| 10 | Svizzera (bandiera) | C     | Yllka Kadriu         |
| 11 | Svizzera (bandiera) | A     | Aurélie Csillag      |
| 13 | Svizzera (bandiera) | C     | Jessica Schärer      |
| 14 | Svizzera (bandiera) | D     | Jasmin Wirthner      |
| 15 | Spagna (bandiera)   | D     | Marta Cazalla        |
| 16 | Svizzera (bandiera) | C     | Celina Tenini        |
| 17 | Svizzera (bandiera) | C     | Mona Gubler          |

| N. |                     | Ruolo | Calciatrice      |
| -- | ------------------- | ----- | ---------------- |
| 19 | Ungheria (bandiera) | A     | Emőke Pápai      |
| 21 | Svizzera (bandiera) | D     | Sarah Steinmann  |
| 22 | Svizzera (bandiera) | C     | Celia Hofer      |
| 23 | Svizzera (bandiera) | C     | Bettina Brülhart |
| 24 | Svizzera (bandiera) | C     | Laura Walker     |
| 26 | Svizzera (bandiera) | D     | Luna Lempérière  |
| 27 | Svizzera (bandiera) | C     | Fiona Hubler     |
| 28 | Slovenia (bandiera) | A     | Nina Predanič    |
| 29 | Svizzera (bandiera) | A     | Seraina Kaufmann |
| 31 | Svizzera (bandiera) | P     | Nicole Studer    |
| 35 | Svizzera (bandiera) | P     | Nadja Furrer     |

### Rosa 2015-2016
Rosa per la stagione 2015-2016 come da sito ufficiale e sito Fussballverband Region Zürich (FVRZ).
| N. |                     | Ruolo | Calciatrice          |
| -- | ------------------- | ----- | -------------------- |
| 4  | Svizzera (bandiera) | C     | Marina Marty         |
| 5  | Svizzera (bandiera) | C     | Jessica Berger       |
| 7  | Svizzera (bandiera) | D     | Mirjam Betschart (c) |
| 8  | Svizzera (bandiera) | A     | Caroline Müller      |
| 10 | Germania (bandiera) | D     | Melissa Stickel      |
| 11 | Svizzera (bandiera) | A     | Carina Roscic        |
| 12 | Svizzera (bandiera) | P     | Susanne Stutz        |
| 14 | Svizzera (bandiera) | D     | Jasmin Wirthner      |
| 15 | Svizzera (bandiera) | C     | Romana Trajkovska    |
| 16 | Svizzera (bandiera) | D     | Celina Tenini        |

| N. |                     | Ruolo | Calciatrice          |
| -- | ------------------- | ----- | -------------------- |
| 18 | Svizzera (bandiera) | C     | Selina Eymann        |
| 19 | Svizzera (bandiera) | D     | Naja Glanzmann       |
| 20 | Svizzera (bandiera) | C     | Murielle Saxer       |
| 21 | Svizzera (bandiera) | D     | Sarah Steinmann      |
| 22 | Svizzera (bandiera) | A     | Julia Schneider      |
| 23 | Svizzera (bandiera) | C     | Margaux Kalberer     |
| 24 | Svizzera (bandiera) | C     | Laura Walker         |
| 27 | Svizzera (bandiera) | C     | Alicia Brandenberger |
| 35 | Svizzera (bandiera) | P     | Nadja Furrer         |

### Staff tecnico
Staff tecnico per la stagione 2015-2016 come da sito ufficiale.
- Evelyn Zimmermann - Allenatore
- Marijana Brezovski - Allenatore in seconda
- Remo Zürcher - Allenatore dei portieri
- Viviane Capitani - Fisioterapista